# Stříbro
Stříbro (chemická značka Ag, latinsky argentum) je ušlechtilý kov bílé barvy, používaný člověkem již od starověku. Vyznačuje se nejlepší elektrickou a tepelnou vodivostí ze všech známých kovů. Slouží jako součást různých slitin pro použití v elektronickém průmyslu, výrobě CD i DVD nosičů a ve šperkařství, jeho sloučeniny jsou nezbytné pro fotografický průmysl.

## Základní fyzikálně-chemické vlastnosti
Typický kovový prvek, známý již od starověku. Z prvků vykazuje nejlepší elektrickou i tepelnou vodivost. Po mechanické a metalurgické stránce je velmi dobře zpracovatelné – má dobrou kujnost a dobře se odlévá (dobrá zatékavost).
Patří mezi přechodné prvky, které mají valenční elektrony v orbitalu d. Ve sloučeninách se vyskytuje především v mocenství +1, sloučeniny dvojmocného stříbra jsou nestálé a mají silné oxidační schopnosti. Kationt trojmocného stříbra Ag+3 je nutné z důvodu jeho nestálosti stabilizovat velkými anionty.
Přestože je stříbro řazeno mezi drahé kovy, které se obecně vyznačují značnou chemickou stabilitou, je velmi dobře rozpustné v kyselině dusičné především díky jejím silným oxidačním vlastnostem. Reakce probíhá podle rovnice:
3 Ag + 4 HNO3 → 3 AgNO3 + NO + 2 H2O
Vůči koncentrované i zředěné H2SO4 je stříbro netečné, stejně při působení dalších minerálních kyselin. Za přítomnosti kyslíku se stříbro rozpouští i v roztocích alkalických kyanidů za vzniku kyanostříbrnanového iontu [Ag(CN)2]−
Na suchém čistém vzduchu je stříbro neomezeně stálé. Stačí však i velmi nízké množství sulfanu (sirovodíku) H2S, aby stříbro začalo černat, protože na jeho povrchu vzniká vrstva sulfidu stříbrného Ag2S. Rovnice:
4 Ag + 2 H2S + O2 → 2 Ag2S + 2 H2O

## Výskyt a výroba

Graf těžby stříbra od roku 1880

V zemské kůře se stříbro vyskytuje pouze vzácně. Průměrný obsah činí kolem 0,07–0,1 mg/kg. V mořské vodě činí jeho koncentrace přibližně 3 mikrogramy v jednom litru. Předpokládá se, že ve vesmíru připadá na jeden atom stříbra přibližně 1 bilion atomů vodíku.
V přírodě se stříbro obvykle vyskytuje ve sloučeninách, vzácně však i jako ryzí kov. Téměř vždy je stříbro příměsí v ryzím přírodním zlatě. Z minerálů stříbra je nejvýznamnější akantit a jeho vysokoteplotní modifikace (nad 179 °C) argentit Ag2S.
Jako zdroj pro průmyslové získávání stříbra jsou však rudy olova, mědi, niklu nebo zinku. Nejvíce používanou metodou pro získávání i čištění ryzího stříbra je elektrolýza, z halogenidů je však možno jej jako ryzí získat i pyrometalurgicky přímým tavením.
Největšími světovými producenty stříbra jsou Mexiko, Kanada, Peru, Austrálie a USA. V českých zemích se ve středověku dobývalo značné množství stříbrných rud. Nejznámější lokalitou je patrně Kutná Hora – kromě dobývání a rafinace stříbra zde vznikla i královská mincovna, kde byly raženy známé stříbrné groše. Další lokality s výskytem stříbrných rud se nacházejí i v Krušných horách a na Českomoravské vrchovině.

## Využití

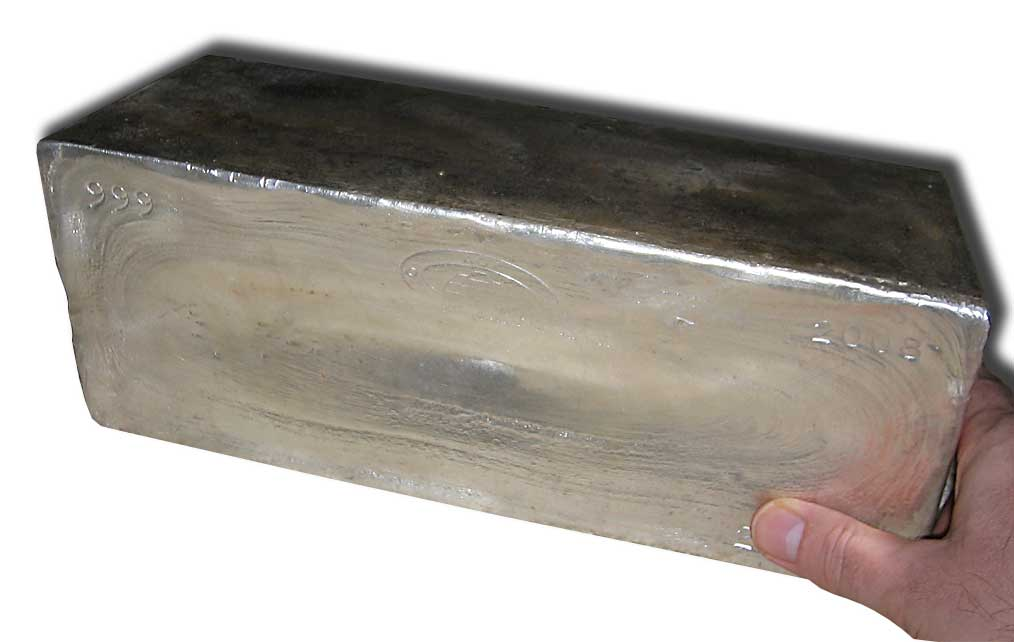
Stříbrná cihla o hmotnosti 1000 trojských uncí, to je asi 31 kg

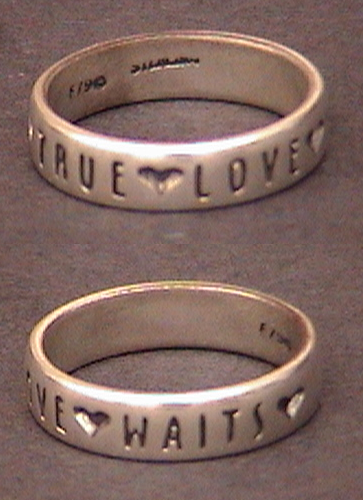
Klenotnické využití stříbra – prsteny

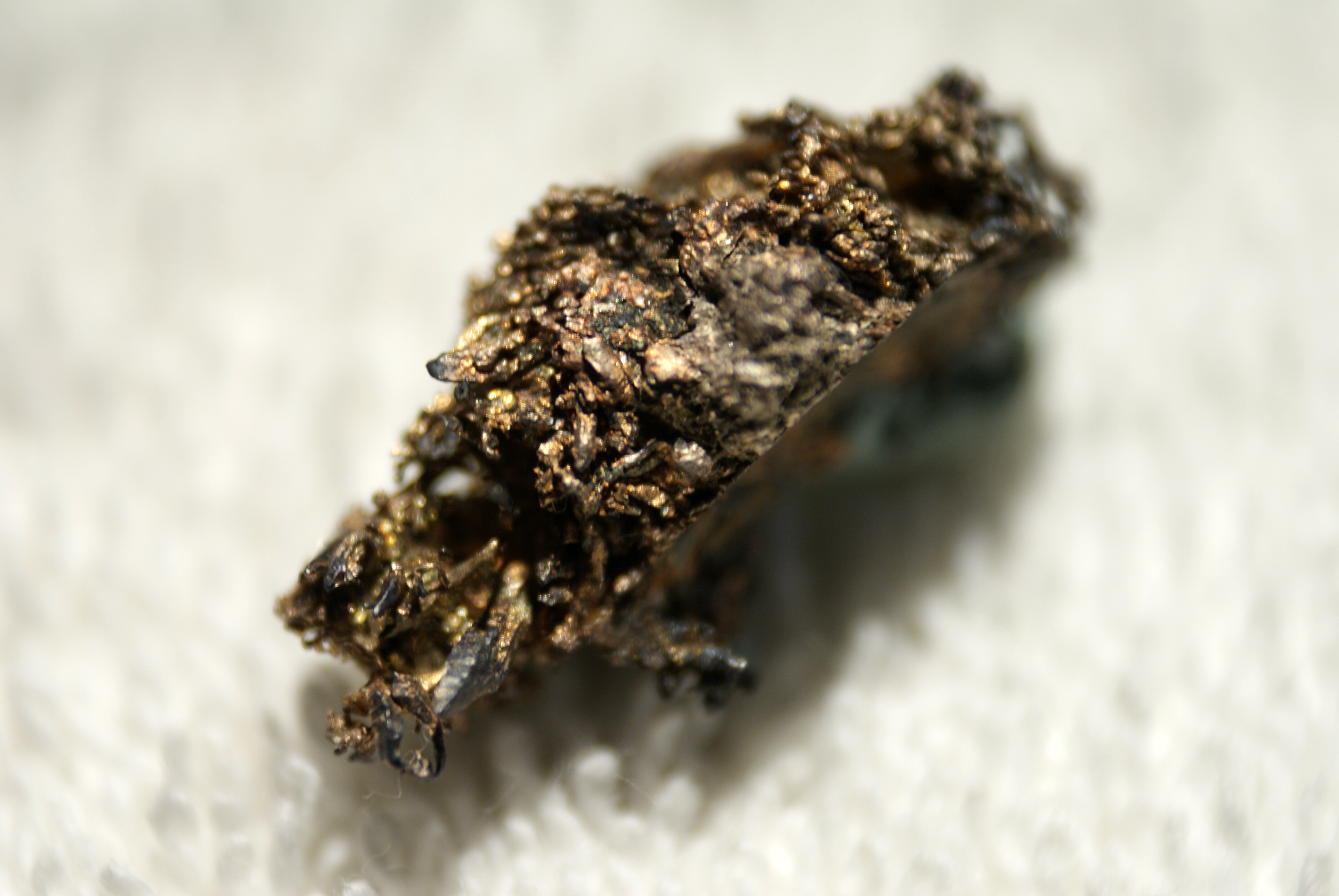
Přírodní stříbro

Elementární stříbro je v praxi využíváno především pro své unikátní fyzikální vlastnosti – vynikající elektrickou a teplotní vodivost, relativně dobrou chemickou stabilitu a odolnost vůči vlivům okolního prostředí a vysokou odrazivost pro viditelné světlo. Uplatní se zde jak kovové elementární stříbro, tak především jeho slitiny s dalšími kovy.

### Kovové stříbro
- Velmi tenká vrstva kovového stříbra se využívá jako záznamové médium na CD a DVD kompaktních discích. Vrstva stříbra se vakuově nanáší na plastovou podložku a po překrytí další plastovou vrstvou se na ni zaznamenávají stopy generované laserem, který poté slouží i pro čtení uloženého záznamu. Pro zvláště důležité aplikace (některé počítačové pevné disky) se využívá směsí stříbra s menším množstvím platiny. U levnějších variant záznamových médií může být stříbro naopak nahrazeno hliníkem.
- Vysoké optické odrazivosti stříbra se již po dlouhou dobu využívá při výrobě kvalitních zrcadel. Zde je tenká vrstva stříbra nanášena na skleněnou podložku a druhou skleněnou deskou je chráněna proti korozi atmosférickými plyny.
- Stříbro jako drahý kov je materiálem pro výrobu pamětních mincí a medailí. Stříbrné mince byly raženy již ve starověku (Egypt, římská říše) i ve středověku (Pražské groše). Ve sportu je v současné době stříbrná medaile udělována sportovci, který obsadil druhé pořadí v určité disciplíně. Mnohdy jsou ovšem tyto medaile pouze pokrývány povrchovou vrstvou stříbra, obvykle elektrolyticky. K výročí různých významných událostí jsou často vydávány pamětní mince. Opět buď z čistého stříbra nebo stříbrem pokryté.
- Kovové stříbro i jeho sloučeniny jsou základním prvkem vysoce účinných miniaturních elektrických článků (baterií), používaných v moderních náramkových hodinkách a mnoha dalších malých elektrických spotřebičích.
- Stříbrozinkové akumulátory mají kladné desky z porézního sintrovaného stříbra a záporné ze sloučenin zinku. Jsou o 70 % lehčí a objemově asi o 60 % menší než olověné akumulátory, vynikají mechanickou odolností, mohou pracovat v rozsahu teplot −40 až +40 °C, vydrží vybíjení velkým proudem a snesou zkraty. Jejich nevýhodou je potřeba pečlivé údržby, vysoká cena a krátká doba života.
- V organické syntetické chemii jsou stříbro a jeho sloučeniny využívány jako katalyzátory některých oxidačních reakcí. Příkladem je výroba formaldehydu oxidací methanolu.

### Slitiny stříbra
Samotné stříbro je poměrně měkké a je náchylné k černání při styku se sloučeninami síry v atmosféře. Proto se pro praktické aplikace obvykle slévá s jinými kovy, které zlepší jak jeho mechanické, tak vzhledové vlastnosti.
- Klenotnické zlaté slitiny obsahují téměř vždy určité procento stříbra. Naopak klenotnické stříbro je obvykle slitinou s obsahem kolem 90 % stříbra, doplněné mědí. Pro zvýšení povrchové kvality stříbrných šperků (lesk, odolnost) se někdy tyto předměty pokrývají velmi tenkými vrstvičkami kovového rhodia.
- V medicíně nacházejí uplatnění slitiny stříbra především v dentálních aplikacích. Relativní zdravotní neškodnost a chemická odolnost stříbra se uplatňuje především ve slitinách s převládajícím obsahem palladia, ale existuje celá řada dentálních slitin na bázi zlata, které obsahují menší množství stříbra.
  - Speciálním případem dentálního využití stříbra jsou amalgámy. Tyto slitiny se používají jako výplně otvorů vzniklých po odvrtání zubního kazu. Jejich hlavními složkami je rtuť a slitiny stříbra s mědí a cínem.
- Velmi významné místo patří slitinám stříbra jako základu pájek pro využití především v elektrotechnice. Stříbrné pájky se vyznačují vysokou elektrickou vodivostí, tvrdostí a relativně vysokým bodem tání. Slitiny stříbra s cínem, kadmiem a zinkem slouží v elektrotechnice jako spojovací materiál pro konstrukci plošných spojů a další aplikace.

### Platidlo
Stříbro a mince z něj ražené byly po tisíciletí rozšířeným platidlem. Pro měkkost stříbra se z něj velice dobře razily stříbrné peníze. Nejznámější a nejrozšířenější stříbrnou mincí byl tolar. Stříbrný tolar ražený byl tak rozšířeným a oblíbeným a stálým platidlem, až se stal i základem pro dnešní dolar. Tolar byl platidlem několik set let nejen v Evropě ale i na dalších kontinentech. Podobnost slov tolar a dolar je patrná.
Další stříbrnou mincí byl groš. V českých zemích byl známý Pražský groš, který platil stejně jako tolar několik set let.
XAG je označení troyské unce stříbra jako platidla podle standardu ISO 4217.

## Sloučeniny
Z pohledu praktického využití je nejvýznamnější sloučeninou stříbra dusičnan stříbrný AgNO3. Je to bílá krystalická látka, velmi dobře rozpustná ve vodě. Lze ji připravit ve velmi vysoké čistotě, nejlépe rozpouštěním čistého stříbra v roztoku kyseliny dusičné. Tato sloučenina poté slouží v chemické výrobě jako zdroj stříbrných iontů pro další reakce.
Sulfid stříbrný Ag2S je černá, nerozpustná sloučenina, jejíž vznik způsobuje černání stříbrných předmětů působením i stopových množství sulfanu (sirovodíku) v atmosféře. Ag2S patří mezi nejméně rozpustné známé soli anorganických kyselin.
Halogenidy stříbra jsou ve vodě většinou nerozpustné sloučeniny, nacházející hlavní využití ve fotografickém průmyslu. Jejich poněkud rozdílných vlastností se využívá i v analytické chemii k důkazu i stanovení některých aniontů.
- Chlorid stříbrný AgCl je čistě bílý a je velmi dobře rozpustný v amoniaku. Vzniká při argentometrické titraci chloridů roztokem dusičnanu stříbrného, používá se při výrobě fotografických filmů a papírů.
- Bromid stříbrný AgBr je slabě nažloutlý a v amoniaku se rozpouští poměrně obtížně a pomalu. Vzniká při argentometrické titraci bromidů roztokem dusičnanu stříbrného, používá se při výrobě fotografických filmů a papírů.
- Jodid stříbrný AgI je žlutý a v amoniaku zcela nerozpustný. Vzniká při argentometrické titraci jodidů roztokem dusičnanu stříbrného, používá se např. při pokusech o umělé vyvolání deště, kdy jsou mikroskopické krystalky této látky rozptylovány z letadla do oblaků a slouží jako kondenzační jádra, na nichž vznikají první kapky dešťové vody.

Ve vodě je rozpustný pouze AgF.
Argentometrickou titrací je možno určit například množství halogenidových iontů v mořské vodě. Uveďme příklad: Chceme-li určit ve vzorku mořské vody obsah chloridových aniontů, zjistíme ho výpočtem ze součinu rozpustnosti chloridu sodného NaCl. Při určování ale musíme mít na vědomí, protože titrací vzniká sraženina, že sraženinu nevytváří jen chloridový anion, ale i bromidový a jodidový, a to ještě daleko ochotněji než chloridový. Tudíž musíme počítat s tím, že výsledek výpočtu nebude úplně přesný.

### Fotografický proces

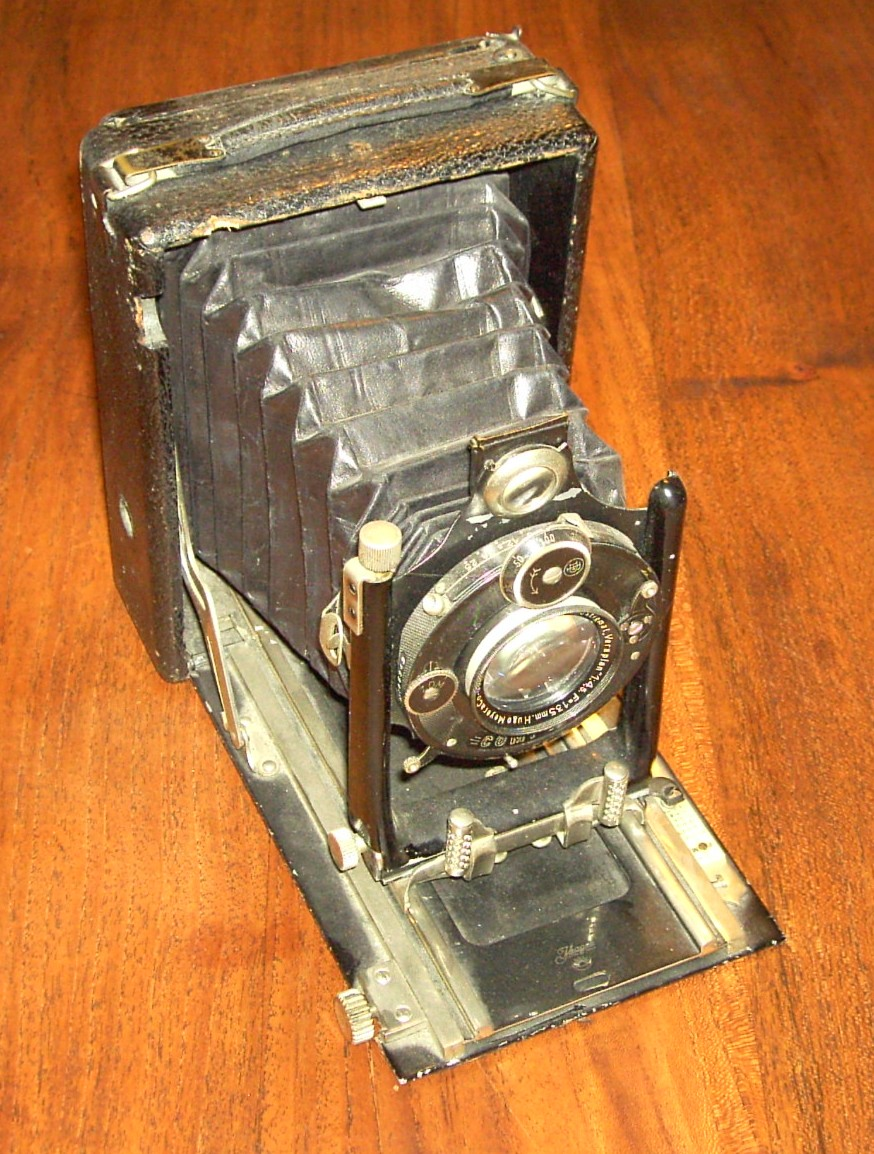
Muzeální typ fotografického aparátu

Sloučeniny stříbra jsou základem celého průmyslového odvětví – fotografického průmyslu, které se zabývá výrobou produktů pro získávání fotografií a filmů.

## Biologický a ekologický význam stříbra
Stříbro, jako většina ostatních těžkých kovových prvků, je v lidském organizmu přítomno pouze ve stopových množstvích.[zdroj⁠?!] Stříbro obecně působí především baktericidně a desinfekčně (koloidní stříbro).
Baktericidních vlastností stříbra se využívá i při jednorázové dezinfekci menších zdrojů pitné vody (studny). Je součástí vojenských pohotovostních souprav, které umožní v terénu získat pitnou vodu i z velmi znečistěných zdrojů.[zdroj⁠?!]

### Využití v léčbě
Stříbro je výhodné antiseptikum; zvláště na mokvající popáleniny je stříbrná sůl sulfadiazinu (preparát DERMAZIN).
Historicky byl pekelný kamínek (dusičnan stříbrný) některými národy používán k léčbě očního trachomu.
Baktericidní a fungicidní účinky nanostříbra jsou ještě výraznější, proto je nanostříbro součástí celé řady rehabilitačních, preventivních a léčebných preparátů, ale i textilních výrobků se zdravotním účinkem. Nanostříbro také snáze proniká tkáněmi, takže jako lék či suplement může být použito i k ochraně hlubších vrstev kůže, kloubů či celého organizmu.

### Zdravotní rizika
Ve vyšších dávkách a koncentracích je však působení stříbra na organizmus negativní. Při styku pokožky roztoky Ag+ dochází ke vzniku tmavých skvrn – komplexních sloučenin stříbra a bílkovin v pokožce. Dlouhodobý vysoký přísun stříbra vede k jeho ukládání do různých tkání, především do kostí. O případné karcinogenitě a míře toxických účinků solí stříbra se doposud vedou spory a probíhá zde další výzkum.

### Ekologická rizika
Americký výzkum ukázal, že nanočástice stříbra o průměru 30 nanometrů a menší se ukládají v tkáních vyvíjejících se embryí ryb a mohou vyvolat závažné malformace včetně krevních výronů do hlavy a otoků, které vedou k úhynu rybích larev.

### Světová cena stříbra

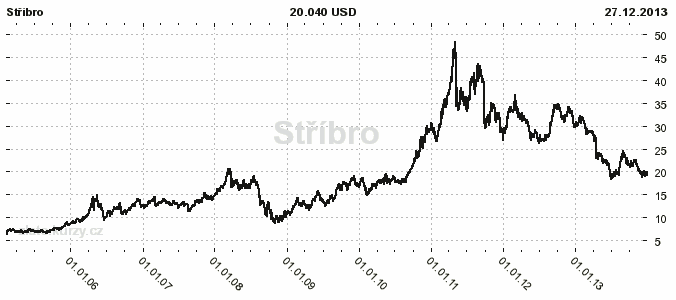
Cena stříbra na světových trzích USD/oz Aktuální k 30.12.2013

Stříbro, stejně jako jiné drahé kovy je komoditou s kterou se obchoduje na světových burzách. Základní a nejznámější je burza Londýn, ta zveřejňuje průběžně výsledky obchodování tzv. Lodnon FIX a London SPOT. Světová cena stříbra je pak udávaná v dolarech za trojskou unci (USD/oz).

## Zajímavosti
- V magických aplikacích bylo stříbro odpradávna pokládáno za velmi účinný prostředek proti působení temných sil. Například jedním z několika skutečně účinných způsobů likvidace vlkodlaka je jeho zastřelení kulkou z čistého stříbra.